# Eray Birniçan
Eray Birniçan (Bakırköy, 20 luglio 1988) è un calciatore turco, portiere del Karacabey.

## Carriera

### Club
Nato a Bakırköy quartiere di Istanbul, in Turchia inizia a giocare a calcio nel Yıldırım Bosnaspor. Nel 2006 si trasferisce al Konyaspor con cui esordisce in Süper Lig il 14 maggio 2006 contro il Manisaspor. Nel 2008 si trasferisce al Samsunspor con cui esordisce il 31 agosto 2008 in 1.Lig contro il Kayseri Erciyesspor.. Successivamente si trasferisce prima al Gaziantepspor e poi Çaykur Rizespor prima di trasferirsi al Kasımpaşa con cui esordisce il 2 maggio 2016 nel pareggio interno contro l'Ankaraspor